# Christian Frei
Christian Frei (* 1959 Schönenwerd) je švýcarský filmový producent a režisér. Narodil se v Schönenwerdu a studoval na University of Freiburg. Svůj první dokument natočil v roce 1981 a od roku 1984 pracuje jako nezávislý filmový režisér. K jeho nejznámějším filmům patří War Photographer z roku 2001 a Obří buddhové z roku 2005. Oba filmy se věnují tématu války a netolerance.
Produkoval film Íránský rave, který v roce 2016 natočila Susanne Regina Meures.
V roce 2018 natočil spolu s ruským režisérem Maximem Arbugajevem dokument Genesis 2.0, pojednávající o sběru mamutích ostatků pro genetický výzkum. Film byl uveden na Sundance Film Festivalu, kde získal zvláštní cenu poroty.
Od roku 2010 je prezidentem Švýcarské filmové akademie.